# فرانك دونوفان (سياسي)
فرانك دونوفان هو عامل اجتماعي وسياسي بريطاني، ولد في 28 يناير 1947 في ريكمانسوورث ‏ في المملكة المتحدة. نشط حزبياً في حزب العمال الأسترالي ‏. وقد انتخب عضو الجمعية التشريعية لأستراليا الغربية ‏.